# Steginoporella bassleri
Steginoporella bassleri is een mosdiertjessoort uit de familie van de Steginoporellidae. De wetenschappelijke naam van de soort is voor het eerst geldig gepubliceerd in 1979 door Pouyet & David.